# Пеннантия
Пеннантия (лат. Pennantia) — род цветковых растений монотипного семейства Пеннантиевые (лат. Pennantiaceae) порядка Зонтикоцветные (лат. Apiales). Содержит 3-4 вида.

## Ареал
Обитают в Новой Зеландии, на острове Норфолк и в северо-восточной Австралии. На языке маори это растение (типовой вид) называется каикомако (kaikōmako).

## Ботаническое описание
Представители рода пеннантия — древесные растения: кустарники, небольшие деревья и, реже, лианы. Очерёдные и спирально расположенные на ветвях листья с черешками, рассечённые или, редко, цельные. Край листа чаще всего зубчатый. Прилистников нет.
Соцветия имеют различное строение, цветки также могут располагаться одиночно в листовых пазухах. Цветки гермафродитные или однополые, в последнем случае растения двудомные. Цветки мелкие, радиальносимметричные, как правило, пятичленные. Пять чашелистиков хорошо развиты, они остаются на плодах. Пять лепестков свободные или сросшиеся. Пять фертильных тычинок свободны друг от друга, но иногда могут срастаться с лепестками. Два плодолистика срастаются с образованием общей верхней завязи. На столбике заметны рубцы.
Плод — односемянная костянка.
|                                               |  |  |
| Общий вид, листья и плоды Pennantia corymbosa |  |  |

## Виды
Большинство систем признают 3 или 4 вида, выделяя Pennantia baylisiana в отдельный вид от Pennantia endlicheri. Мабберли (англ. Mabberley), однако, выделяет лишь два вида.
- Pennantia baylisiana (Oliv.) Baylis
- Pennantia corymbosa J.R.Forst. & G.Forst.typus
- Pennantia cunninghamii Miers
- Pennantia endlicheri Reiss.